# Kungsgatan, Eskilstuna

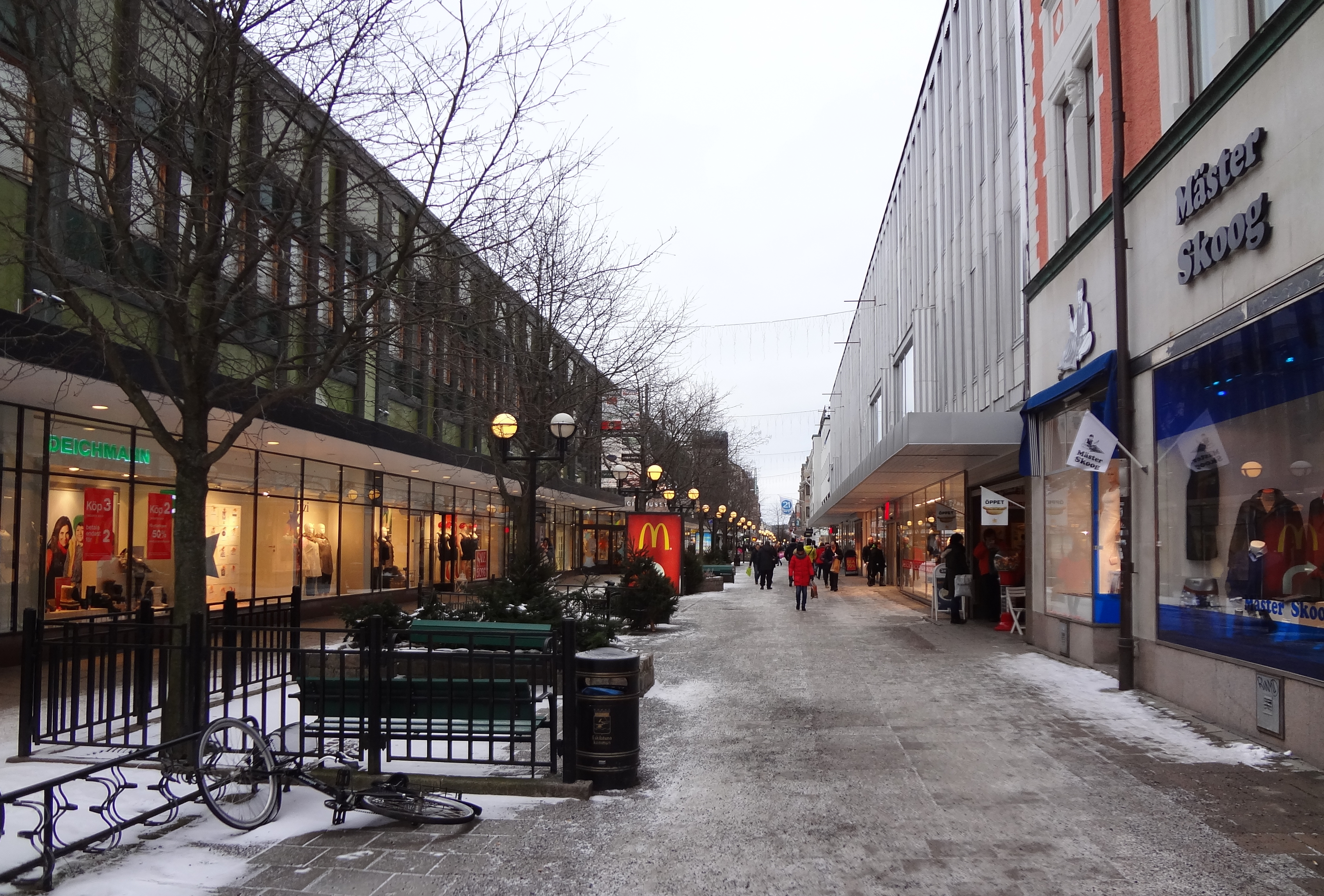
Vid korsningen med Drottninggatan.

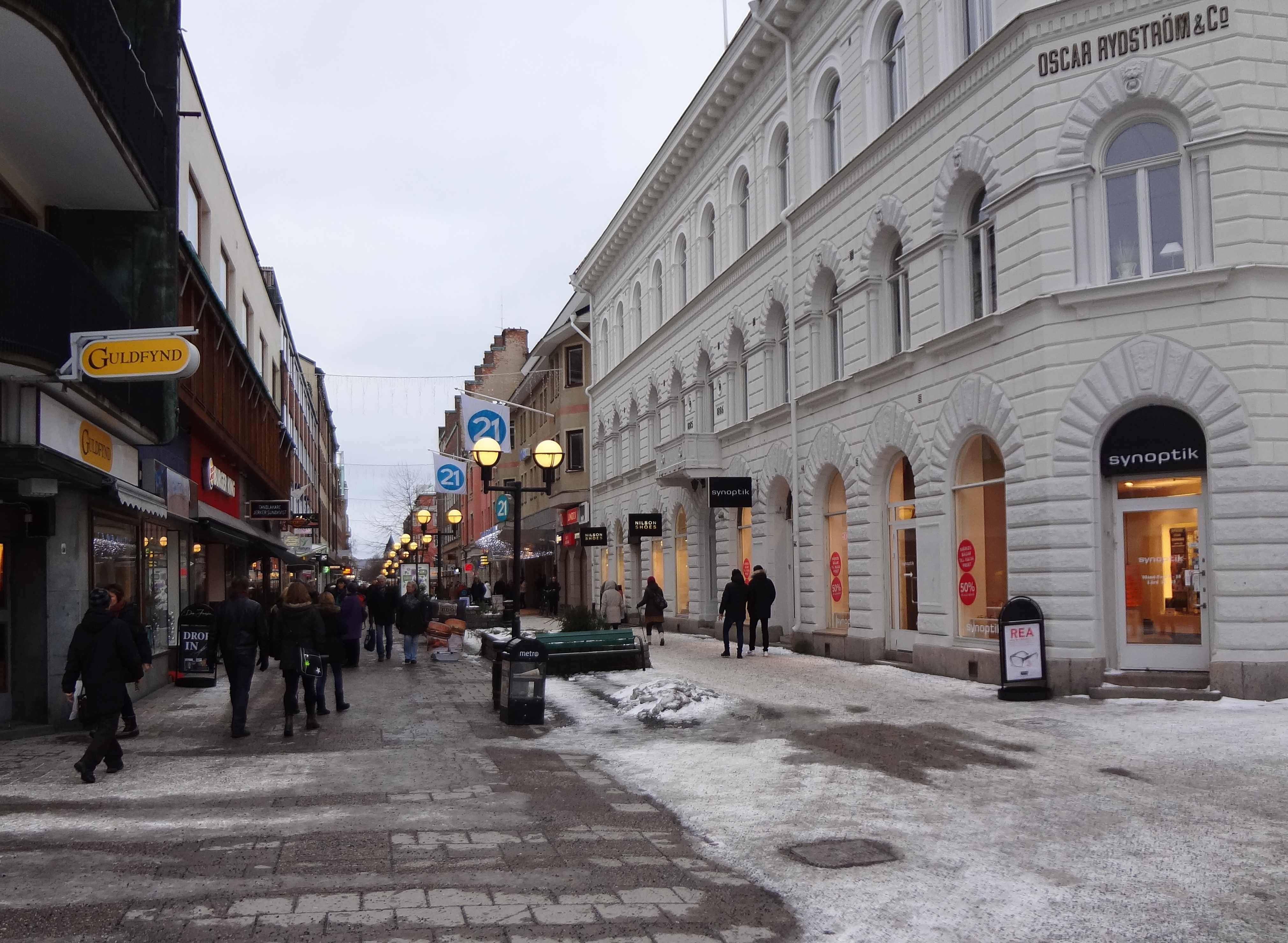
Vid korsningen med Kriebsensgatan.

Kungsgatan går genom centrala Eskilstuna i öst-västlig riktning på väster och söder sida om Eskilstunaån. Genom centrum, bland annat när den korsar Fristadstorget, är det en gågata. Det är den centrala butiksgatan i Eskilstuna.
Västerut från centrum är Kungsgatan en bred bilväg som senare övergår i Folkestaleden vidare västerut från staden. I dess förlängning på östra sidan om ån finns Rådhustorget, som sedan övergår i Kungsvägen.